# Герб Первомайського району (Харківська область)
Герб Первома́йського райо́ну — офіційний символ Первомайського району Харківської області, затверджений рішенням сесії районної ради від 23 лютого 2001 року.

## Опис
Геральдичний щит перетятий. На верхньому зеленому полі розташований золотий ріг достатку з плодами і квітами та кадуцей у косий хрест; на другому лазуровому полі — срібна фортеця з валом, над якою у синьому полі сходить сонце із золотими променями. Зліва і справа над фортецею та сонцем зображено два золоті житні колоски, що утворюють півколо.